# Handöl
Handöl är en by i Åre distrikt (Åre socken) i Åre kommun, belägen vid foten av fjället Snasahögarna i västra Jämtland. Handöl klassades av SCB som en småort fram till 2005.
Handöl är mest känt för sitt täljstensbrott, och för att resterna av Armfeldts karolinerarmé kom till den lilla byn efter sin dödsmarsch från Trondheim över fjället nyåret 1719. Man beräknar att cirka 3000 av 5800 man miste livet i kylan och snön. Över händelsen restes en minnessten 1910.
I början av 1800-talet uppfördes här Handöls kapell för den lokala befolkningen, och inte minst för samerna, varför det även kallas Handöls lappkapell.
I Handöl ligger Ånnsjöns fågelstation, där man sedan 1988 studerar fågelpopulationer runt Ånnsjön och omgivande fjällområden.

## Befolkningsutveckling
| Befolkningsutvecklingen i Handöl 1960–2000                                       | Befolkningsutvecklingen i Handöl 1960–2000 | Befolkningsutvecklingen i Handöl 1960–2000 | Befolkningsutvecklingen i Handöl 1960–2000 | Befolkningsutvecklingen i Handöl 1960–2000 |
| -------------------------------------------------------------------------------- | ------------------------------------------ | ------------------------------------------ | ------------------------------------------ | ------------------------------------------ |
|                                                                                  |                                            |                                            |                                            |                                            |
| År                                                                               |                                            |                                            | Folkmängd                                  | Areal (ha)                                 |
| 1960                                                                             | 1960                                       |                                            | 170                                        | ¤                                          |
| 1990                                                                             | 1990                                       |                                            | 94                                         | 35#                                        |
| 1995                                                                             | 1995                                       |                                            | 71                                         | 33#                                        |
| 2000                                                                             | 2000                                       |                                            | 71                                         | 33#                                        |
| Anm.: Ej småort 2005. ¤ Som tätortsbebyggelse med 150-199 invånare # Som småort. |                                            |                                            |                                            |                                            |

## Bilder

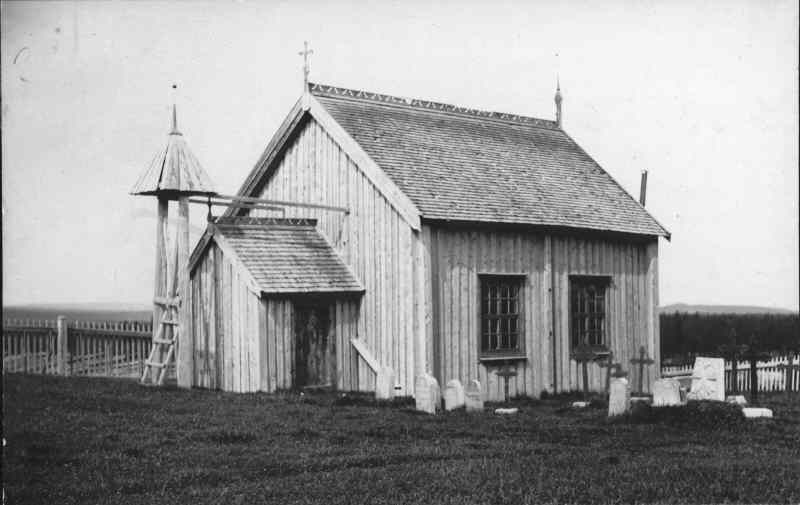
Handöls kapell från sydväst.
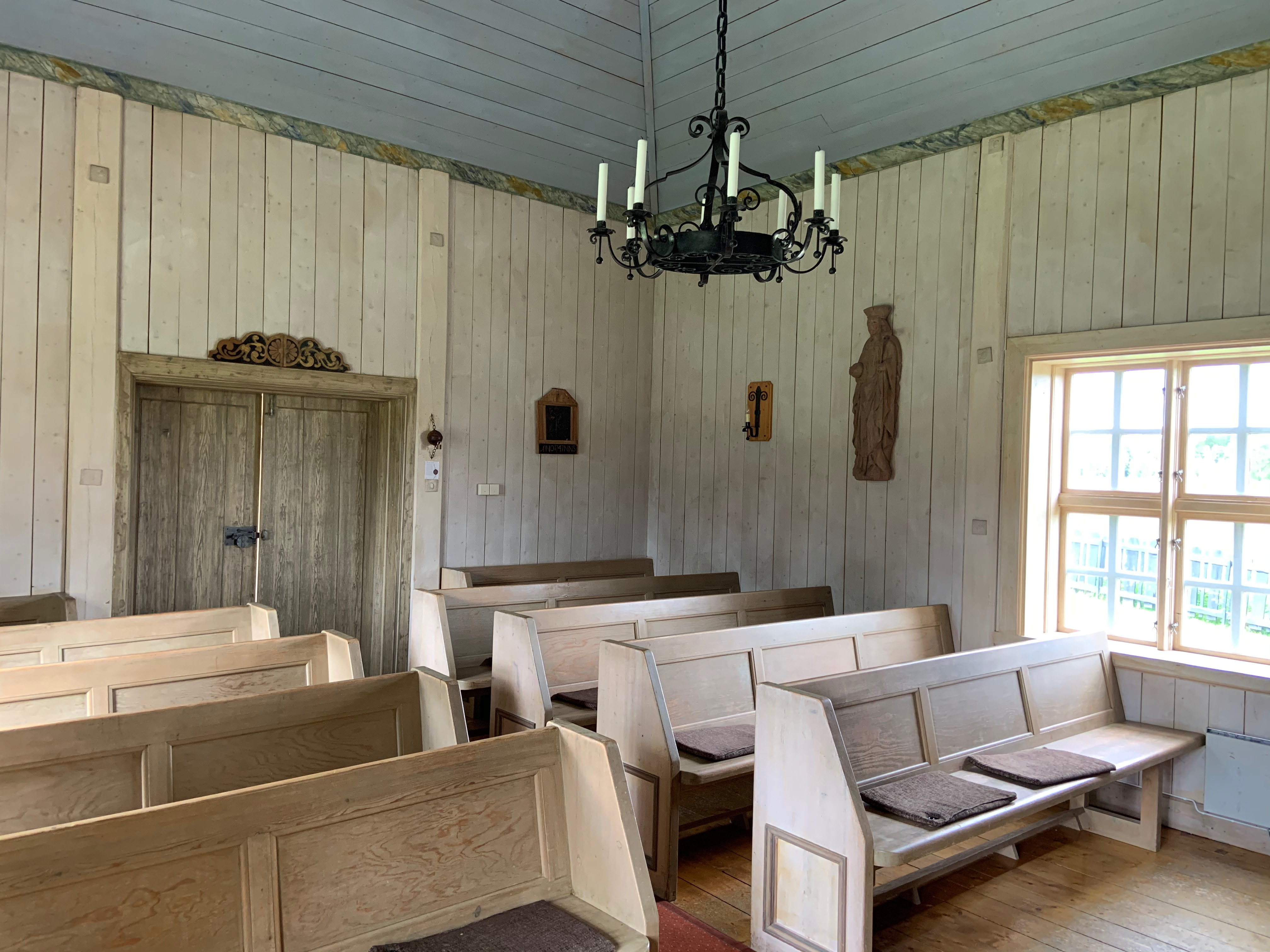
Handöls kapells interiör.
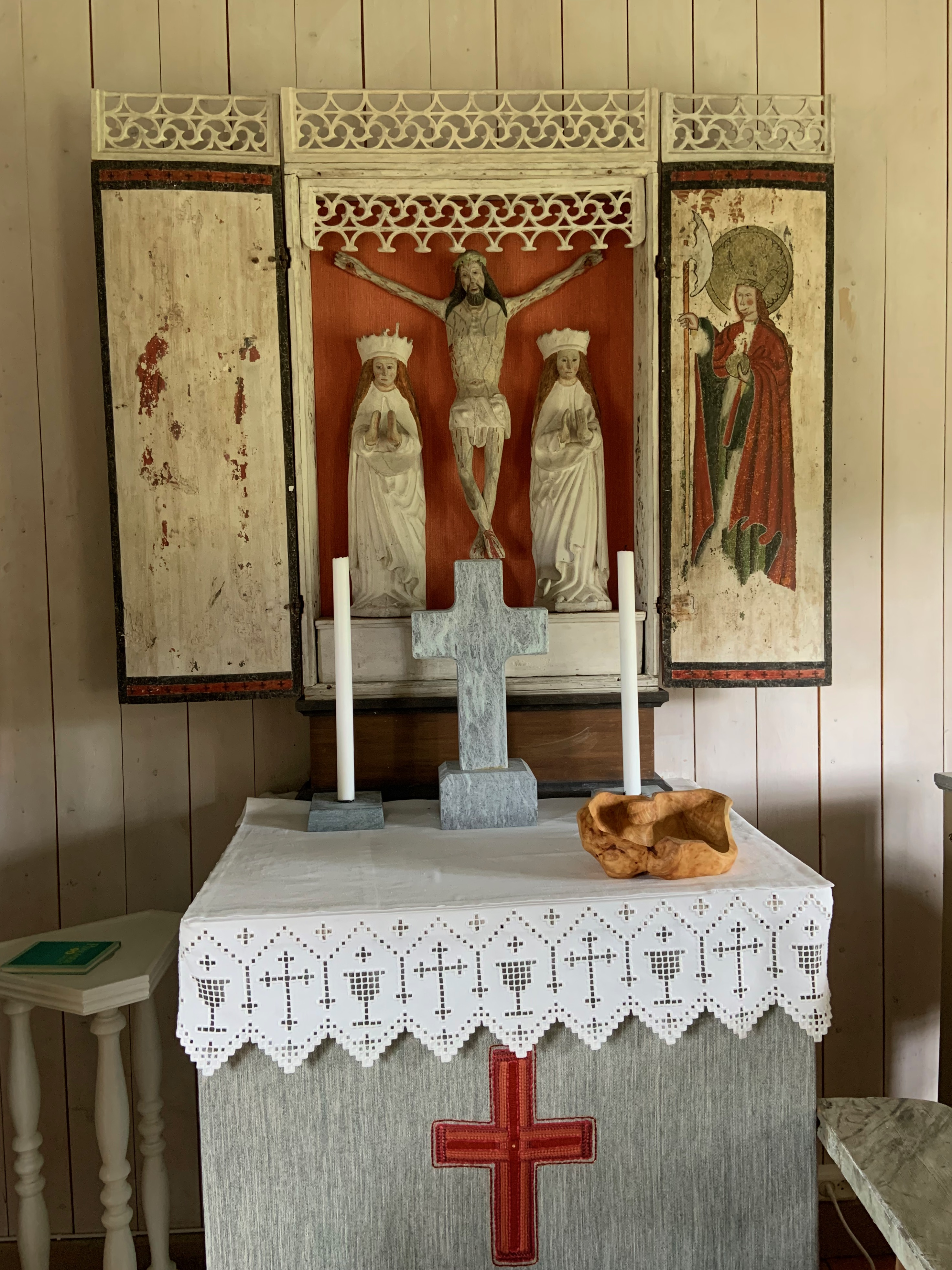
Altaren i Handöls kapell.
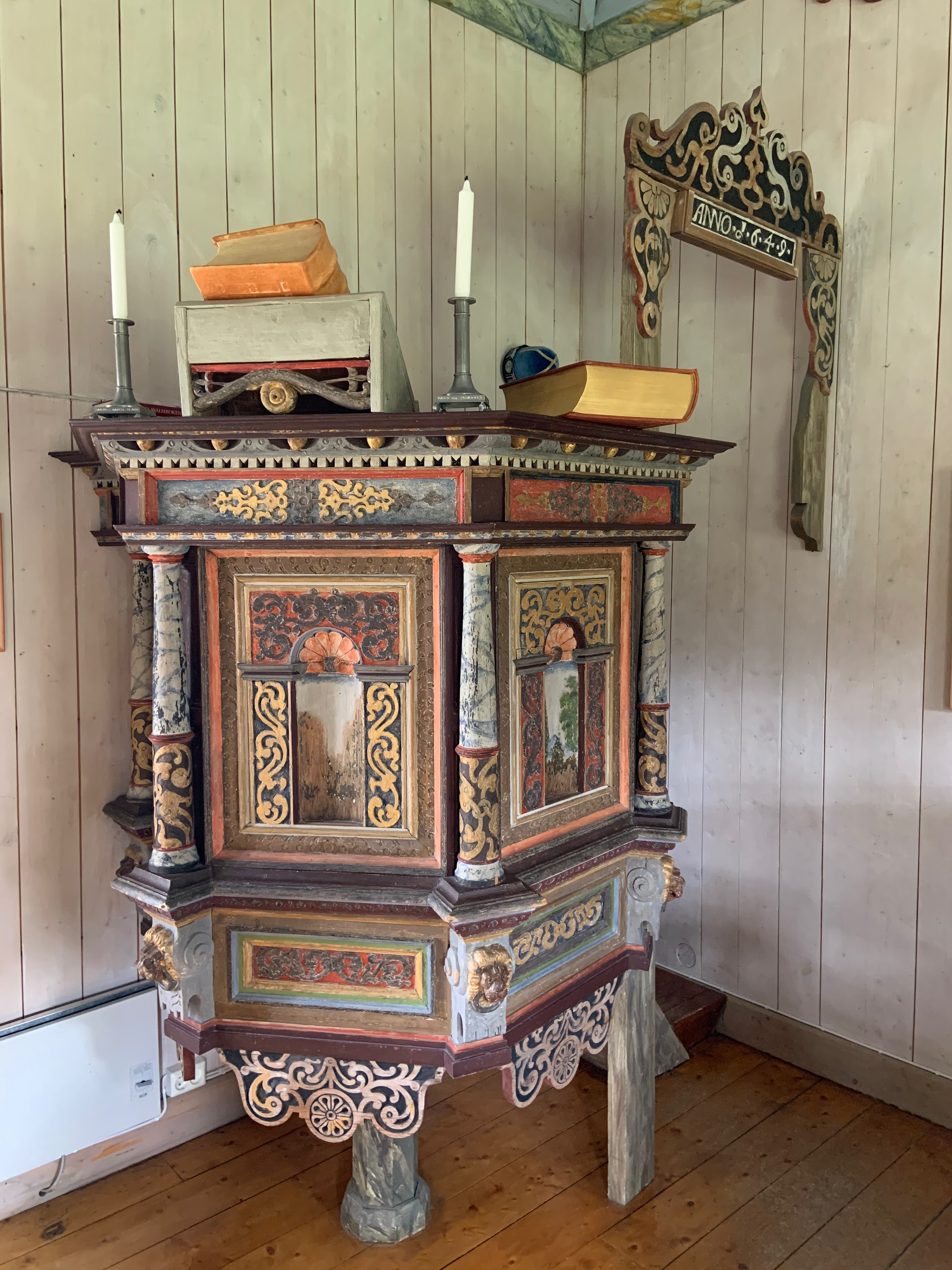
Predikstol i Handöls kapell.
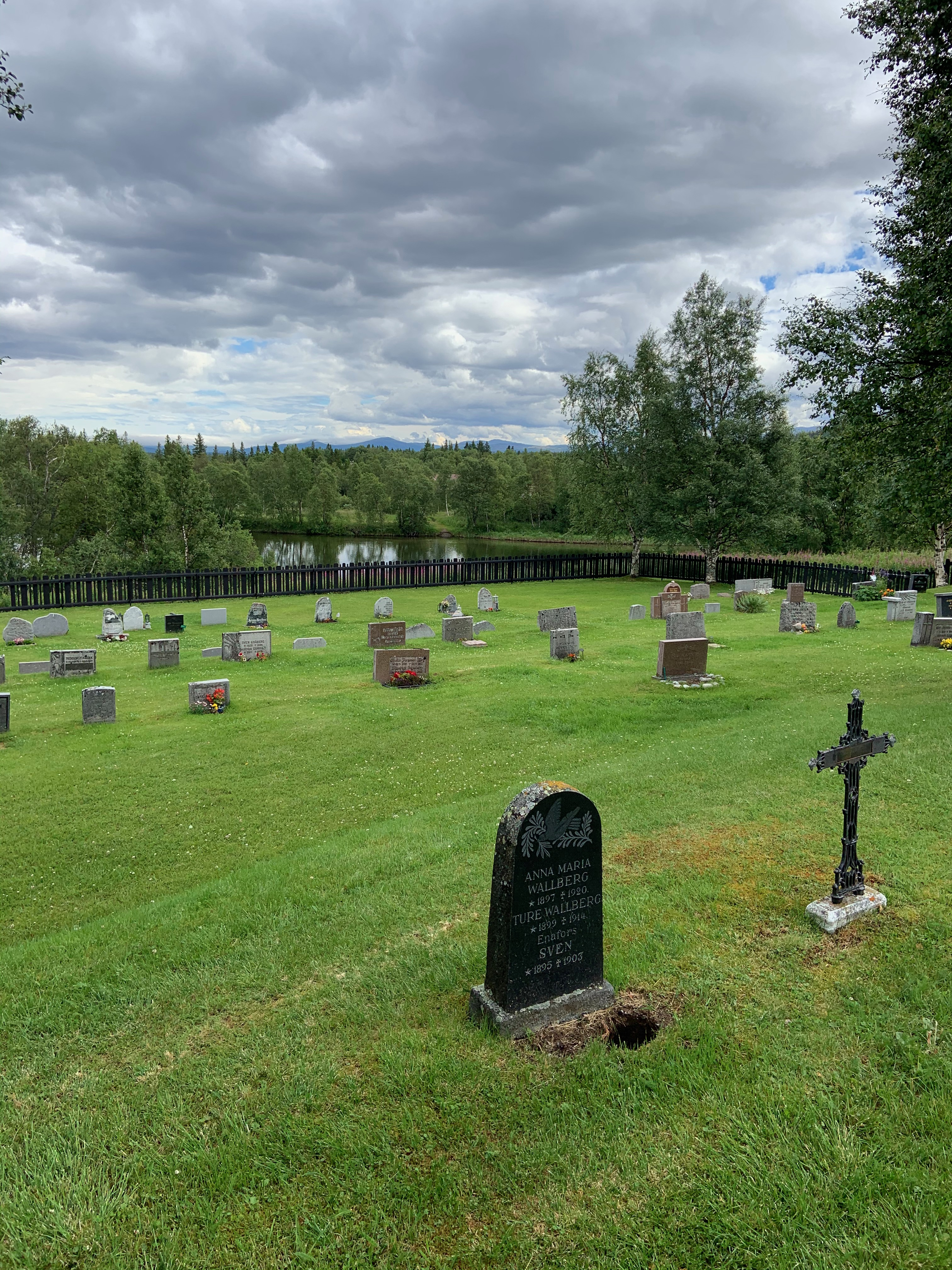
Handölskyrkogården.